# Llista de resolucions del Consell de Seguretat de les Nacions Unides 1801 a la 1900
Aquesta és una llista entre les resolucions 1801 a 1900 del Consell de Seguretat de les Nacions Unides aprovades entre el 20 de febrer de 2008 i el 16 de desembre de 2009.
| Resolució      | Data                   | Votació                                                                     | Assumpte |   |
| -------------- | ---------------------- | --------------------------------------------------------------------------- | --- | - |
| Resolució 1801 | 20 de febrer de 2008   | 15–0-0                                                                      | La situació a Somàlia |   |
| Resolució 1802 | 25 de febrer de 2008   | 15–0–0                                                                      | La situació a Timor Oriental |   |
| Resolució 1803 | 3 de març de 2008      | 14–0–1 amb una abstenció d'Indonèsia                                        | No proliferació d'armes nuclears |   |
| Resolució 1804 | 13 de març de 2008     | 15–0–0                                                                      | La situació a la regió dels Grans Llacs (República Democràtica del Congo) |   |
| Resolució 1805 | 20 de març de 2008     | 15–0–0                                                                      | Amenaces a la pau i seguretat internacionals provocades per actes terroristes |   |
| Resolució 1806 | 20 de març de 2008     | 15–0–0                                                                      | La situació a Afganistan |   |
| Resolució 1807 | 31 de març de 2008     | 15–0-0                                                                      | La situació sobre la República Democràtica del Congo |   |
| Resolució 1808 | 15 d'abril de 2008     | 15–0–0                                                                      | La situació a Geòrgia |   |
| Resolució 1809 | 16 d'abril de 2008     | 15–0–0                                                                      | Pau i seguretat a Àfrica |   |
| Resolució 1810 | 25 d'abril de 2008     | 15–0–0                                                                      | No proliferació d'armes de destrucció massiva |   |
| Resolució 1811 | 29 d'abril de 2008     | 15–0–0                                                                      | La situació a Somàlia |   |
| Resolució 1812 | 30 d'abril de 2008     | 15–0–0                                                                      | Informes del Secretari General sobre el Sudan |   |
| Resolució 1813 | 30 d'abril de 2008     | 15–0–0                                                                      | La situació al Sàhara Occidental |   |
| Resolució 1814 | 15 de maig de 2008     | 15–0–0                                                                      | La situació a Somàlia |   |
| Resolució 1815 | 2 de juny de 2008      | 15–0–0                                                                      | La situació a l'Orient Mitjà |   |
| Resolució 1816 | 2 de juny de 2008      | 15–0–0                                                                      | La situació a Somàlia |   |
| Resolució 1817 | 11 de juny de 2008     | 15–0–0                                                                      | La situació a Afganistan |   |
| Resolució 1818 | 13 de juny de 2008     | 15–0–0                                                                      | La situació a Xipre |   |
| Resolució 1819 | 18 de juny de 2008     | 15–0–0                                                                      | La situació a Libèria |   |
| Resolució 1820 | 19 de juny de 2008     | 15–0–0                                                                      | Dones i pau i seguretat |   |
| Resolució 1821 | 27 de juny de 2008     | 15–0–0                                                                      | La situació a l'Orient Mitjà |   |
| Resolució 1822 | 30 de juny de 2008     | 15–0–0                                                                      | Amenaces a la pau i seguretat internacionals provocades per actes terroristes |   |
| Resolució 1823 | 10 de juliol de 2008   | 15–0–0                                                                      | La situació sobre Ruanda |   |
| Resolució 1824 | 18 de juliol de 2008   | 15–0–0                                                                      | Tribunal Penal Internacional per a Ruanda |   |
| Resolució 1825 | 23 de juliol de 2008   | 15–0–0                                                                      | Carta datada del 22 de novembre de 2006 del Secretari General adreçada al President del Consell de Seguretat (S/2006/920) |   |
| Resolució 1826 | 29 de juliol de 2008   | 15–0–0                                                                      | La situació a Costa d'Ivori |   |
| Resolució 1827 | 30 de juliol de 2008   | 15–0–0                                                                      | La situació entre Eritrea i Etiòpia |   |
| Resolució 1828 | 31 de juliol de 2008   | 14–0–1 amb una abstenció dels Estats Units                                  | Informes del Secretari General sobre el Sudan |   |
| Resolució 1829 | 4 d'agost de 2008      | 15–0–0                                                                      | La situació a Sierra Leone |   |
| Resolució 1830 | 7 d'agost de 2008      | 15–0–0                                                                      | La situació sobre l'Iraq |   |
| Resolució 1831 | 19 d'agost de 2008     | 15–0–0                                                                      | La situació a Somàlia |   |
| Resolució 1832 | 27 d'agost de 2008     | 15–0–0                                                                      | La situació a l'Orient Mitjà |   |
| Resolució 1833 | 22 de setembre de 2008 | 15–0–0                                                                      | La situació a Afganistan |   |
| Resolució 1834 | 24 de setembre de 2008 | 15–0–0                                                                      | La situació al Txad, la República Centreafricana i la subregió |   |
| Resolució 1835 | 27 de setembre de 2008 | 15–0–0                                                                      | No proliferació d'armes de destrucció massiva |   |
| Resolució 1836 | 29 de setembre de 2008 | 15–0–0                                                                      | La situació a Libèria |   |
| Resolució 1837 | 29 de setembre de 2008 | 15–0–0                                                                      | Tribunal Penal Internacional per a l'antiga Iugoslàvia |   |
| Resolució 1838 | 7 d'octubre de 2008    | 15–0–0                                                                      | La situació a Somàlia |   |
| Resolució 1839 | 9 d'octubre de 2008    | 15–0–0                                                                      | La situació a Geòrgia |   |
| Resolució 1840 | 14 d'octubre de 2008   | 15–0–0                                                                      | La situació sobre Haití |   |
| Resolució 1841 | 15 d'octubre de 2008   | 15–0–0                                                                      | Informes del Secretari General sobre el Sudan |   |
| Resolució 1842 | 29 d'octubre de 2008   | 15–0–0                                                                      | La situació a Costa d'Ivori |   |
| Resolució 1843 | 20 de novembre de 2008 | 15–0–0                                                                      | La situació a la República Democràtica del Congo |   |
| Resolució 1844 | 20 de novembre de 2008 | 15–0–0                                                                      | La situació a Somàlia |   |
| Resolució 1845 | 20 de novembre de 2008 | 15–0–0                                                                      | La situació a Bòsnia i Hercegovina |   |
| Resolució 1846 | 2 de desembre de 2008  | 15–0–0                                                                      | La situació a Somàlia |   |
| Resolució 1847 | 12 de desembre de 2008 | 15–0–0                                                                      | La situació a Xipre |   |
| Resolució 1848 | 12 de desembre de 2008 | 15–0–0                                                                      | La situació a l'Orient Mitjà |   |
| Resolució 1849 | 12 de desembre de 2008 | 15–0–0                                                                      | Tribunal Penal Internacional per a l'antiga Iugoslàvia |   |
| Resolució 1850 | 16 de desembre de 2008 | 14–0–1 amb una abstenció de Líbia                                           | La situació a l'Orient Mitjpa, inclosa la qüestió palestina |   |
| Resolució 1851 | 16 de desembre de 2008 | 15–0–0                                                                      | La situació a Somàlia |   |
| Resolució 1852 | 16 de desembre de 2008 | 15–0–0                                                                      | La situació a l'Orient Mitjà |   |
| Resolució 1853 | 19 de desembre de 2008 | 15–0–0                                                                      | La situació a Somàlia |   |
| Resolució 1854 | 19 de desembre de 2008 | 15–0–0                                                                      | La situació a Libèria |   |
| Resolució 1855 | 19 de desembre de 2008 | 15–0–0                                                                      | Tribunal Penal Internacional per a Ruanda |   |
| Resolució 1856 | 22 de desembre de 2008 | 15–0–0                                                                      | La situació sobre la República Democràtica del Congo |   |
| Resolució 1857 | 22 de desembre de 2008 | 15–0–0                                                                      | La situació sobre la República Democràtica del Congo |   |
| Resolució 1858 | 22 de desembre de 2008 | 15–0–0                                                                      | La situació a Burundi |   |
| Resolució 1859 | 22 de desembre de 2008 | 15–0–0                                                                      | La situació sobre l'Iraq |   |
| Resolució 1860 | 9 de gener de 2009     | 14–0–1 amb una abstenció from the Estats Units                              | La situació a l'Orient Mitjà, incloent la qüestió palestina |   |
| Resolució 1861 | 14 de gener de 2009    | 15–0–0                                                                      | La situació al Txad, la República Centreafricana i la subregió |   |
| Resolució 1862 | 14 de gener de 2009    | 15–0–0                                                                      | Pau i seguretat a Àfrica |   |
| Resolució 1863 | 16 de gener de 2009    | 15–0–0                                                                      | La situació a Somàlia |   |
| Resolució 1864 | 23 de gener de 2009    | 15–0–0                                                                      | Estenent el mandat de la Missió de les Nacions Unides al Nepal fins al 23 de juliol de 2009 |   |
| Resolució 1865 | 27 de gener de 2009    | 15–0–0                                                                      | La situació a Costa d'Ivori |   |
| Resolució 1866 | 13 de febrer de 2009   | 15–0–0                                                                      | Estenent missió de la Missió d'Observació de les Nacions Unides a Geòrgia |   |
| Resolució 1867 | 26 de febrer de 2009   | 15–0–0                                                                      | Estenent la Missió Integrada de les Nacions Unides a Timor Oriental fins al 26 de febrer de 2010 |   |
| Resolució 1868 | 23 de març de 2009     | 15–0–0                                                                      | La situació a Afganistan. Estenent UNAMA fins al 23 de març de 2010 |   |
| Resolució 1869 | 25 de març de 2009     | 15–0–0                                                                      | Donant la benvinguda a Valentin Inzko com a Alt Representant per Bòsnia i Hercegovina |   |
| Resolució 1870 | 30 d'abril de 2009     | 15–0–0                                                                      | Estenent la Missió de les Nacions Unides al Sudan fins al 30 d'abril de 2010 |   |
| Resolució 1871 | 30 d'abril de 2009     | 15–0–0                                                                      | Estenent la Missió de Nacions Unides pel Referèndum al Sàhara Occidental fins al 30 d'abril de 2010 |   |
| Resolució 1872 | 26 de maig de 2009     | 15–0–0                                                                      | Estenent la Missió de la Unió Africana a Somàlia (AMISOM) fins al 31 de gener de 2010 |   |
| Resolució 1873 | 29 de maig de 2009     | 14–1–0 (Turquia voted en contra)                                            | Estenent el mandat de la Força de les Nacions Unides pel Manteniment de la Pau a Xipre fins al 15 de desembre de 2009 |   |
| Resolució 1874 | 12 de juny de 2009     | 15–0–0                                                                      | Imposa més sancions a Corea del Nord després de la recent prova nuclear |   |
| Resolució 1875 | 23 de juny de 2009     | 15–0–0                                                                      | Renova el mandat de la Força de les Nacions Unides d'Observació de la Separació fins al 31 de desembre de 2009 |   |
| Resolució 1876 | 26 de juny de 2009     | 15–0–0                                                                      | Estén el mandat de l'Oficina de les Nacions Unides pel Suport a la Consolidació de la Pau a Guinea Bissau fins al 31 de desembre de 2009                                                                                                 |   |
| Resolució 1877 | 7 de juliol de 2009    | 15–0–0                                                                      | Estén el mandat dels jutges al Tribunal Penal Internacional per a l'antiga Iugoslàvia fins al 31 de desembre de 2009 |   |
| Resolució 1878 | 7 de juliol de 2009    | 15–0–0                                                                      | Extensió de la durada dels mandats dels judges permanents i ad litem al Tribunal Penal Internacional per a Ruanda fins al 31 de desembre de 2009 i 2010 respectivament, i esmenant l'article 13 de l'Estatut de la CPI                   |   |
| Resolució 1879 | 23 de juliol de 2009   | 15–0–0                                                                      | Renova el mandat de la Missió de les Nacions Unides a Nepal fins al 23 de gener de 2010 |   |
| Resolució 1880 | 30 de juliol de 2009   | 15–0–0                                                                      | Renova el mandat de l'Operació de les Nacions Unides a Costa d'Ivori fins al 31 de gener de 2010 |   |
| Resolució 1881 | 30 de juliol de 2009   | 15–0–0                                                                      | Estén l'Operació Híbrida de la Unió Africana i les Nacions Unides al Darfur fins al 31 de juliol de 2010 |   |
| Resolució 1882 | 4 d'agost de 2009      | 15–0–0                                                                      | Condemnant l'ús i demanant als estats membres que respectin les resolucions contra l'ús de Nens soldat |   |
| Resolució 1883 | 7 d'agost de 2009      | 15–0–0                                                                      | Extensió del mandat de la Missió d'Assistència de les Nacions Unides a l'Iraq |   |
| Resolució 1884 | 27 d'agost de 2009     | 15–0–0                                                                      | Renovant el mandat de la UNIFIL fins al 31 d'agost de 2010 |   |
| Resolució 1885 | 15 de setembre de 2009 | 15–0–0                                                                      | Estenent el mandat de la Missió de les Nacions Unides a Libèria fins al 30 de setembre de 2010 |   |
| Resolució 1886 | 15 de setembre de 2009 | 15–0–0                                                                      | Renovant el mandat de la Oficina de les Nacions Unides per a la Consolidació de la Pau a Sierra Leone fins al 30 de setembre de 2010 |   |
| Resolució 1887 | 24 de setembre de 2009 | 15–0–0 by heads of state or government and Permanent Representative (Líbia) | Donant suport per acabar amb la proliferació d'armes nuclears i garantir una reducció de les existències d'armes nuclears i del material fisionable                                                                                      |   |
| Resolució 1888 | 30 de setembre de 2009 | 15–0–0                                                                      | Mandats de missions de manteniment de la pau per protegir les dones i les nenes de la violència sexual en conflictes armats |   |
| Resolució 1889 | 5 d'octubre de 2009    | 15–0–0                                                                      | Reafirma la resolució 1325 (2000) aobew “Dones i pau i seguretat”, i condemna la contínua violència sexual contra les dones en situacions de conflicte i post-conflicte                                                                  |   |
| Resolució 1890 | 8 d'octubre de 2009    | 15–0–0                                                                      | Condemnant "en els termes més enèrgics" a atac suïcidia contra l'ambaixada índia a Afganistan |   |
| Resolució 1891 | 13 d'octubre de 2009   | 15–0–0                                                                      | Estenent el mandat del Panel d'Experts al Sudan per monitorar l'embargament d'armes i altres sancions fins al 15 d'octubre de 2010. |   |
| Resolució 1892 | 13 d'octubre de 2009   | 15–0–0                                                                      | Reneovant el mandat de la Missió d'Estabilització de les Nacions Unides a Haití fins al 15 d'octubre de 2010. |   |
| Resolució 1893 | 29 d'octubre de 2009   | 15–0–0                                                                      | Renovant mesures sobre armes, finançament i viatges, prohibint la importació de diamants en brut de Costa d'Ivori, Estenent el mandat del Grup d'Experts fins al 31 d'octubre de 2010.                                                   |   |
| Resolució 1894 | 11 de novembre de 2009 | 15–0–0                                                                      | Cridant als estats members a respectar els drets humans dels civils en conflictes armats, i actuar segons el dret internacional |   |
| Resolució 1895 | 18 de novembre de 2009 | 15–0–0                                                                      | Autorització dels estats membres a establir per uns altres 12 mesos una força d'estabilització multinacional (EUFOR) a Bòsnia i Hercegovina per succeir la SFOR.                                                                         |   |
| Resolució 1896 | 30 de novembre de 2009 | 15–0–0                                                                      | Ampliar el mandat del Comitè establert en virtut de la resolució 1533 (2004) i l'extensió de les mesures sobre armes, transport, finançament i viatges contra la República Democràtica del Congo imposades per la resolució 1807 (2008). |   |
| Resolució 1897 | 30 de novembre de 2009 | 15–0–0                                                                      | Sobre els actes de pirateria i robatori amb armes contra vaixells en aigüs de la costa de Somàlia. |   |
| Resolució 1898 | 14 de desembre de 2009 | 14–1–0 (Turquia vota en contra)                                             | Extensió del mandat de la Força de les Nacions Unides pel Manteniment de la Pau a Xipre fins al 15 de juny de 2010. |   |
| Resolució 1899 | 16 de desembre de 2009 | 15–0–0                                                                      | Extensió del mandat de la Força de les Nacions Unides d'Observació de la Separació fins al 30 de juny de 2010. |   |
| Resolució 1900 | 16 de desembre de 2009 | 15–0–0                                                                      | Extension dels termes del mandat dels jutges permanents i ad litem judgesal Tribunal Penal Internacional per a l'antiga Iugoslàvia i sobre la modificació temporal de l'article 12, paràgraf 1, dels Estatuts del Tribunal Internacional | - |